# Floyd Youmans
Pour l’article homonyme, voir Vincent Youmans.
Floyd Everett Youmans (né le 11 mai 1964 à Tampa, Floride, États-Unis) est un lanceur droitier de baseball ayant joué dans les Ligues majeures de 1985 à 1989 pour les Expos de Montréal et les Phillies de Philadelphie.

## Ligue mineure
Floyd Youmans est le choix de deuxième ronde des Mets de New York en 1982. Le choix de première ronde des Mets la même année est un autre lanceur, Dwight Gooden, incidemment un ami d'enfance de Youmans. Les deux jeunes joueurs évoluent ensemble dans les ligues mineures pour les Mets de Rockford en 1982.
Youmans poursuit sa progression vers les majeures en 1983 avec les Mets de Columbia (au niveau A), les Mets de Lynchburg (A) et les Mets de Jackson (AA).
Le 10 décembre 1984, Youmans est échangé aux Expos de Montréal en compagnie de l'arrêt-court Hubie Brooks, du receveur et du voltigeur Herm Winningham dans la transaction qui permet aux Mets d'acquérir le receveur étoile et futur membre du Temple de la renommée du baseball Gary Carter.
Après avoir présenté une fiche victoires-défaites de 7-3 avec les Expos de Jacksonville, en classe AA, Youmans est promu dans le AAA, dernière étape avant les majeures, chez les Indians d'Indianapolis.

## Expos de Montréal
Rappelé par le grand club, Floyd Youmans fait ses débuts dans les majeures le 1er juillet 1985 face aux Cards de Saint-Louis. Il fait bien, accordant deux points en 6 manches et deux tiers lancées, mais n'est pas impliqué dans la décision dans un match remporté 3-2 par Montréal.
Il obtient sa première victoire en carrière le 7 juillet alors qu'il vient lancer de la 17e à la 19e manche dans un match-marathon gagné par les Expos, 6-3 sur les Astros de Houston. En 14 parties à sa première année, dont 12 comme lanceur partant, Youmans obtient 4 gains contre 3 défaites avec une excellente moyenne de points mérités de 2,45.
En 1986, il présente un dossier de 13-12 avec une moyenne de 3,53 et 202 retraits sur des prises (3e meilleur total dans la Ligue nationale) en 219 manches lancées. Il domine cependant la ligue pour les buts-sur-balles accordés (118).
En 1987, Youmans se retrouve sur la liste des joueurs blessés à trois reprises. Lorsqu'en santé, il brille au monticule : avec 4 victoires en 5 décisions, 3 blanchissages et une MPM de 1,13 en juillet, il est élu lanceur du mois dans la Ligue nationale.
Il complète cette saison avec une fiche de 9-8, une moyenne de 4,64 et 94 retraits sur des prises.
Avant la saison 1988, Youmans entre en cure de désintoxication pour un problème d'alcoolisme. Après 14 parties jouées, dont 13 départs, en 1988, il a remporté 3 victoires et encaissé 6 échecs, et sa moyenne de points mérités s'élève à 3,21. Sa saison se termine cependant le 25 juin lorsque le baseball majeur le suspend pour une période indéterminée pour échoué un test de dépistage des drogues. Le 10 août, le baseball réduit la suspension à 60 jours et le lendemain Youmans admet publiquement avoir fait usage de cocaïne.

## Phillies de Philadelphie
Le 6 décembre 1988, Youmans est échangé aux Phillies de Philadelphie contre le lanceur partant Kevin Gross et le releveur Jeff Parrett. Dans une saison 1989 encore une fois marquée par les blessures, Youmans ne remporte qu'une seule de ses 6 décisions. Après 10 départs, il affiche une MPM de 5,70 et ne lance plus après le 24 juin.
En 94 parties dans les majeures, dont 90 comme lanceur partant, Floyd Youmans totalise 30 victoires contre 34 défaites. Il a réussi 424 retraits sur des prises en 539 manches lancées et présente une moyenne de points mérités de 3,74.

## Après les majeures
En 1995, Youmans lance pour deux équipes (les Mountain Lions de Sullivan et les Night Hawks de Newburgh) dans la Ligue Northern, un circuit indépendant. En 2003, à l'âge de 39 ans, il est un des lanceurs des Legends de Saskatoon, une équipe de la Ligue canadienne de baseball. La ligue met cependant fin à ses activités au milieu de l'été.
En 2008 et 2009, Youmans est entraîneur des lanceurs chez les Jackhammers de Joliet, un club de baseball de la Ligue Northern.